# Toyoo Itō
Toyoo Itō (伊東 豊雄?, Itō Toyoo, spesso traslitterato Toyo Ito; Seul, 1º giugno 1941) è un architetto giapponese.
Dopo aver conseguito la laurea in architettura all’Università di Tokyo nel 1965, collabora con Kiyonori Kikutake fino al 1969, architetto che aveva aderito al gruppo dei metabolisti. Nel 1971 avvia il suo primo studio a Tokyo, chiamato Urban Robot (URBOT), che poi rinominò nel 1979 Toyo Ito & Associates Architects. Ito guarda in questi anni con molto interesse verso la generazione macchinista leggendone le radici del cambiamento analizzando i progetti degli Archigram, che avevano aperto la strada all’idea di una città evolutiva, in costante mutamento; tutto il lavoro di Ito sarà negli anni direzionato proprio a tradurre il dinamismo in architettura. Un ruolo fondamentale nella sua formazione lo svolsero anche gli scritti teorici e i pensieri di Arata Isozaki sulla città nel mondo post bellico sottolineando la necessità di cancellare la tradizione moderna radicatasi nella cultura nipponica. Ito rimane affascinato anche al lavoro svolto da Kazuo Shinohara, che gli aprirà la strada verso un’idea di geometria variabile, fluida e leggera.
Nel suo studio inizia a lavorare a piccoli interventi in cui cerca di opporsi alla caoticità di Tokyo attraverso la semplificazione e la neutralizzazione della forma. Ito non aderisce al movimento post moderno ma ne analizza i caratteri per una ricerca continua tra innovazione e tradizione.
Toyo Ito è titolare di una cattedra presso la Japan Women's University di Tokyo, è professore emerito presso University of North London, visiting professor presso la Columbia University e insegna anche alla Tama Art University.
Nel 2013 a Ito è stato assegnato il prestigioso Premio Pritzker.
Nella sua opera di architetto Tyo Ito non predilige un materiale o una tecnologia costruttiva particolare con cui realizzare le sue opere, al contrario sperimenta l’utilizzo di diversi materiali, dall’acciaio al legno passando per il calcestruzzo armato, delineato in forme e modalità costruttive differenti, scegliendo per ogni progetto specifico ciò che gli permette nel modo più efficiente il raggiungimento degli obiettivi formali e tecnologici.

## Uso del calcestruzzo armato nelle opere di Toyo Ito
Il calcestruzzo armato è per Ito un materiale con cui sperimentare liberamente l’utilizzo di tecnologie computazionali ed eseguire architetture dal carattere fluido e dinamico che imitano la natura, un materiale che nonostante la sua natura viene utilizzato da Ito per opere caratterizzate da leggerezza e dinamismo.
Nelle sue opere la struttura non si limita alla funzione portante ma definisce essa stessa l'espressione architettonica e gli spazi. Per l’architetto di Seoul la tecnologia è un valido strumento creativo che permette di superare le limitazioni tradizionali della progettazione e della costruzione, collegando le intuizioni formali e spaziali dell’architetto con le leggi della meccanica.
La prima volta che utilizza il calcestruzzo armato è per la White U, realizzata tra il 1975 e il 1976, a Tokyo, nel lotto accanto a quello che ospiterà qualche anno dopo la sua abitazione Silver Hut. Si tratta di un corpo unico a ferro di cavallo in calcestruzzo facciavista chiuso in sé stesso e che permette un rapporto più stretto tra gli abitanti. La U racchiude una corte interna che si mostra come uno spazio metafisico, vuoto, senza vegetazione. L’abitazione esprime ciò che la proprietaria, ovvero la sorella maggiore, stava cercando in quel periodo della propria vita, un senso di protezione, di radicamento della famiglia dopo la morte tragica del marito. In questa opera il calcestruzzo è utilizzato in maniera tradizionale per rendere la sensazione di protezione e stabilità.
Nel corso degli anni nell’opera di Ito entreranno temi riguardanti la leggerezza, l’immaterialità, la trasparenza e la permeabilità, caratteristica della cosiddetta "Blurring Architecture", intesa come sfocatura, movimento, accelerazione e processo, sperimentando diverse tecnologie, le quali lo porteranno ad essere catalogato tra gli architetti High Tech, una tendenza a cui però, come spiega in molte interviste, non aderì veramente fino in fondo; la tecnologia svolge infatti per lui un ruolo solo a processo avviato, essa è a servizio dell’idea. A questo tema si lega anche quello che Ito, nell'intervista con Liotta e Belfiore, definisce "graduation", ovvero il processo nel quale gli oggetti con una forma ben definita iniziano a liquefarsi attraverso il quale egli cerca di andare oltre il concetto di cornice che racchiude l'opera. Il tema formale che però più di tutti lo porta ad utilizzare il calcestruzzo armato è quello della ricerca di regole geometriche e matematiche dietro il movimento e l’evoluzione nell’ambiente naturale, natura vista come fonte di ispirazione e modello come si comprende dalla lettura di alcune interviste fatte ad Ito, come la conversazione "Un dialogo con Toyo Ito" insieme a Mutsuro Sasaki.
A questo tema si aggancia inoltre quello del folding, ovvero della modellazione con pieghe naturali come se fossero governate da "forze algoritmiche", che simulano le forze che governano la natura. Al tema del folding fanno riferimento le opere più emblematiche che Ito progetta in collaborazione con l’ingegner Mutsuro Sasaki, ovvero Island City Central Park Grin Grin (2005) e Meiso No Mori Municipal Funeral Hall (2006). Sasaki in questo periodo aveva sviluppato il metodo della Sensitivity Analysis, un metodo di shape design basato su principi di ricerca operativa, cioè che utilizza processi di massimizzazione/minimizzazione di una funzione per definire la geometria che comporta un minore stato tensionale, una metodologia che ricerca il meccanismo di evoluzione, accrescimento ed auto organizzazione propri degli esseri viventi, attraverso processi di ottimizzazione strutturale.
In generale, un ruolo fondamentale ha avuto la collaborazione con importanti ingegneri nell’opera di Ito; infatti, egli rinuncia al prefigurare un esito formale in favore di un tipo di progettazione aperta e libera, con l’obiettivo di garantire la massima flessibilità del processo e di incorporare ogni possibile contributo proveniente dall’esterno della disciplina architettonica, che sia in grado di apportare una innovazione sul piano formale, spaziale o funzionale.
Al tema delle forze naturali lavora anche con l’ingegner Masato Araya, con il quale si occupa in particolare della ricerca di pattern di facciata attraverso i quali organizzare la struttura portante fondendo razionalità meccanica e intuizioni formali. Un esempio della collaborazione con Araya è il Tod’s Omotesando Building a Tokyo. La struttura portante in calcestruzzo armato gettato in opera è interamente disposta sul perimetro e funge allo stesso tempo anche da involucro. Pattern-struttura-involucro sono qui un tutt'uno. Si tratta di una rete irregolare di rami d’albero di Zelkova di 30 cm di spessore che avvolgono interamente la superficie esterna dell’edificio ad L fungendo anche da struttura portante, la cui bidimensionalità è ancor più accentuata dalla complanarità con il vetro.

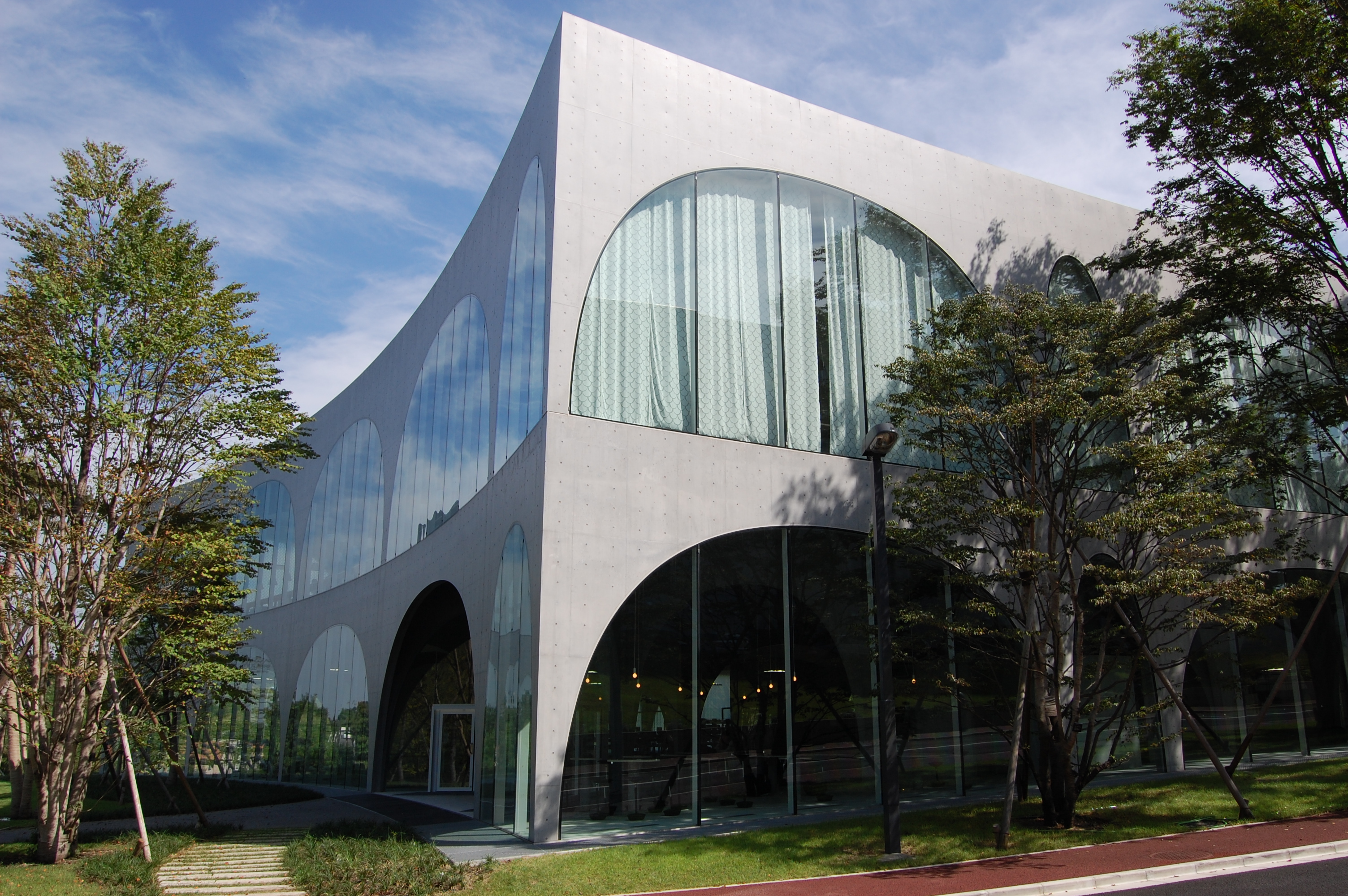
Tama Art University Library

Una delle opere più importanti realizzate da Ito in questo periodo in calcestruzzo armato è la Tama Art University Library a Tokyo nel 2007, all’interno del campus di Hachoji; essa riprende le sperimentazioni fatte insieme a Sasaki sulla ricerca della minimizzazione degli spessori della struttura, partita con i solai della Mediateca di Sendai e continuata con la facciata dell’edificio Mikimoto Ginza 2, con casseforme a perdere in acciaio e getto di calcestruzzo all’interno. Un sistema simile è stato usato anche per la biblioteca dove lavora anche sul tema della fluidità e dell’articolazione degli spazi interni attraverso la deformazione della griglia strutturale; si tratta di una serie di archi che si intersecano in pianta seguendo linee curve, creando dei pilastri a sezione cruciforme. In questo caso per minimizzare lo spessore utilizza un sistema in cui una lamina di acciaio è rivestita da entrambi i lati da uno strato di cemento, soluzione che gli permette di ottenere degli spessori di soli 20 cm.
Sempre in questo periodo realizza anche la White O house, una dimora che sorge su un terreno lievemente in pendenza, sul questa sembra come adagiata; l’abitazione ed il sito si compongono così come una fluida progressione di spazi interni ed esterni, caratterizzati da uno stile grezzo che si esplica con l’utilizzo predominante del calcestruzzo armato bianco a faccia a vista.

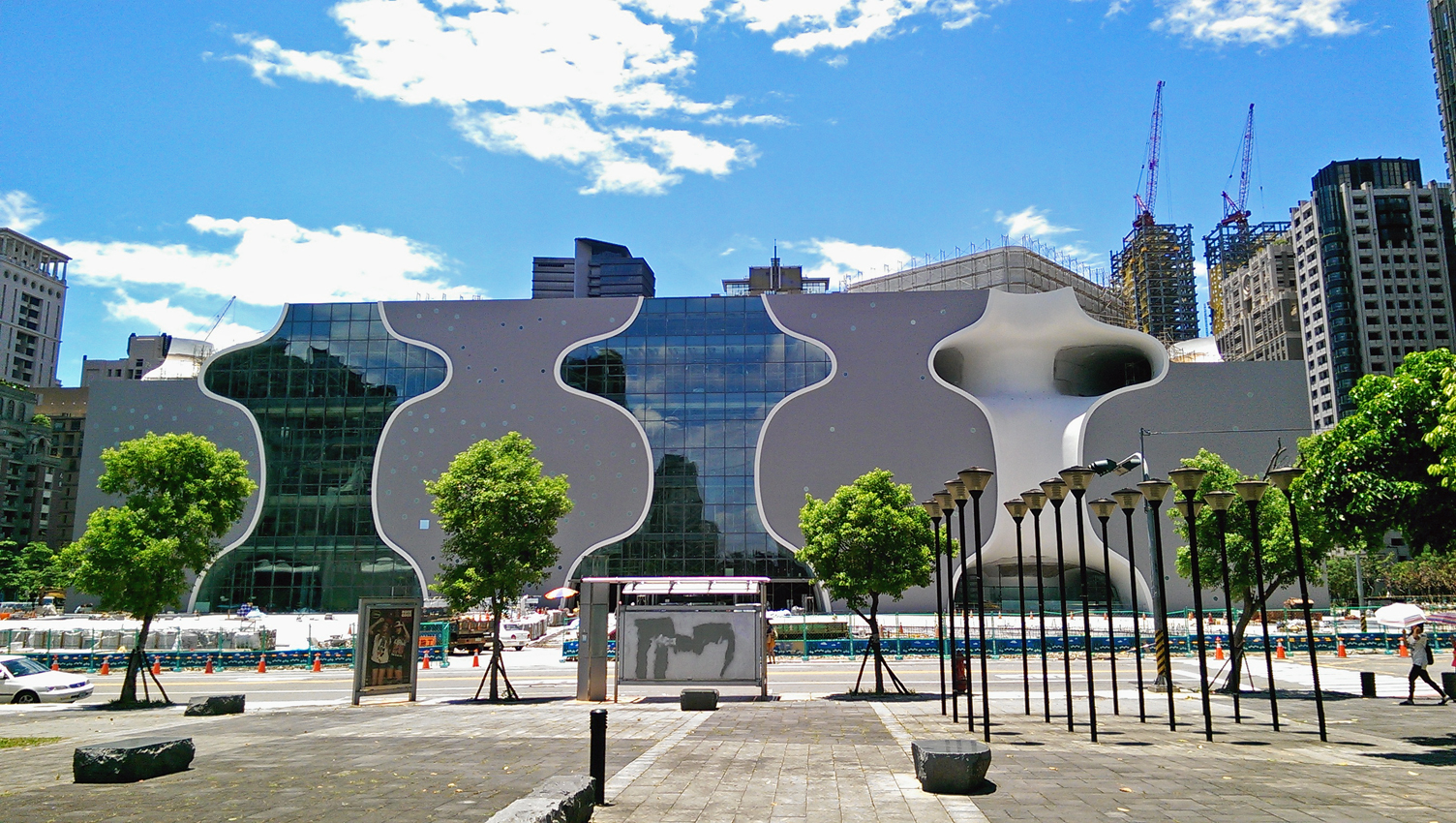
Taichung Metropolitan House

Andando avanti negli anni, la ricerca di Ito si sposta su una progettazione non lineare, cioè una progettazione che prevede la possibilità di avere varie risoluzioni coerenti con le premesse ed ugualmente efficaci, capace, secondo lui, di portare a numerose possibilità innovative non prevedibili all’inizio. Plasmare e modellare sono due strumenti compositivi di cui Ito fa uso in questa nuova stagione della sua vita, per realizzare superfici strutturali che divengono l’elemento che articola tutti gli spazi interni. Questa tendenza è visibile dapprima nel progetto per il Forum for Dance Music and Visual Culture di Ghent con Masato Araya e poi più concretamente, perché realizzato, nella Taichung Metropolitan Opera House progettata insieme a Cecil Balmond. Fondamentale è infatti in questa fase della sua carriera la collaborazione con l’ingegnere Cecil Balmond che si occupava proprio dello sviluppo di algoritmi per la ricerca di geometrie complesse e che in quegli anni aveva fondato il Non-Linear Research Institute, presso la University of Pennsylvania e il gruppo di ricerca Advanced Geometry Unit nella società Arup in cui lavora. In quest’opera viene elaborata una nuova idea di spazialità in cui, come in una “grotta del suono”, involucro e struttura si fondono, dove è negata ogni distinzione tra solaio e parete grazie ai gusci a curvatura libera che separano gli spazi rappresentando l’unico elemento strutturale dell’edificio; questi gusci sono definiti come catenoidi, ovvero delle forme tridimensionali realizzate per mezzo della rotazione di curve catenarie attorno all’asse x. In tale occasione in particolare conia l’espressione emerging grid, per identificare una griglia di base che può essere deformata in modo flessibile così da permettere la disposizione degli ambienti. Qui, afferma l’architetto nell’intervista «Invisible Process», non ci sono prospetti ma tutto è immaginato come una sezione, immaginando che l’edificio potesse continuare indefinitamente. Algoritmi specifici sono stati sviluppati per produrre delle mesh con le quali è stato possibile realizzare il telaio in una fitta rete di acciaio per approssimare la forma e sul quale è stato spruzzato il cemento.
Toyo Ito utilizza quindi il calcestreuzzo combinando diverse tecniche costruttive per raggiungere il miglior risultato formale e razionale. Tra queste, oltre al tradizionale utilizzo del calcestruzzo gettato in opera in casseforme provvisorie, si trovano strutture con casseforme a perdere in acciaio tra cui realizzare il getto, utilizzate per Mikimoto Ginza 2, lamine di acciaio rivestite su entrambi i lati con pannelli in cemento, come fa per la Tama Art University Library, calcestruzzo spruzzato su una fitta rete di armature in acciaio per la realizzazione del Taichung Metropolitan Opera House, o ancora, setti prefabbricati in calcestruzzo armato a perdere con getto di calcestruzzo in opera per il Museo Internazionale del Barocco in Messico del 2016.

## Lista delle opere[20]
- 1971 - Aluminium House, Kanagawa
- 1974 - Cottage in Sengataki, Nagano
- 1975 - House in Sakurajosui, Tokyo
- 1976 - White U House
- 1976 - House in Kamiwada, Aichi
- 1977 - Hotel D, Nagano
- 1978 - PMT Building-Nagoya, Nagoya
- 1979 - PMT Building-Fukoka
- 1979 - House in Koganei, Tokyo
- 1979 - House in Chuorunkan, Kanagawa
- 1981 - House in Kasama, Ibaraki
- 1982 - House in Umegaoka, Tokyo
- 1983 - House in Hanakoganei, Tokyo
- 1983 - House in Denenchofu, Tokyo
- 1984 - Silver Hut, Tokyo
- 1986 - House in Magomezawa, Chiba
- 1986 - Restaurant Bar "Nomad", Tokyo
- 1986 - Tower of Winds, Kanagawa
- 1987 - M-Building in Kanda, Tokyo
- 1989 - Guest House for Sapporo, Hokkaido
- 1989 - Restaurant Pastina, Tokyo
- 1989 - Pavillon for "World Design Exibition in Ngoya", Aichi
- 1989 - I Building in Asakusabaschi, Tokyo
- 1990 - T Building in Nakameguro, Tokyo
- 1991 - Yatsushiro Municipal Museum, Kumamoto
- 1991 - Gallery 8 in Yatsushiro, Kumamoto
- 1991 - Lighting Design for Opera House in Frankfurt, Frankfurt
- 1991 - Gallery U in Yugaware, Kanagawa
- 1992 - Hotel P, Shari-gun, Hokkaido
- 1992 - Amusement Complex H, Tokyo
- 1993 - ITM Building in Matsuyama, Ehime
- 1993 - Shimosuwa Municipal Museum, Nagano
- 1993 - Public Kindergarten in Eckenheim Frankfurt, Frankfurt
- 1994 - Tsukuba South Parking Building, Ibarali
- 1995 - Tatsushiro Fire Station, Kumamoto
- 1995 - S House in Tateshina, Nagano
- 1996 - Nagoka Lyric Hall, Niigata
- 1996 - S House in Oguni
- 1997 - Institute for Solid State Physics, University of Tokyo, Chiba
- 1997 - Higashinagaya Community Center & Elderly Day Care Center, Kanagawa
- 1997 - Odate Dome, Akita
- 1998 - Ota-ku Resort Complex in Nagano, Nagano
- 1998 - Notsuharu Town Hall, Oita
- 1999 - T House in Yutenji, Tokyo
- 1999 - T Hall in Taish, Shimane
- 2000 - Aluminium House in Sakurajosui, Tokyo
- 2000 - Agricultural Park Oita, Oita
- 2000 - Expo Hannover "Health Futures" Pavillon, Hannover
- 2000 - Sendai Mediateque, Miyagi
- 2001 - "Cholon" Dance stage design for Kota Yamazaki's performance
- 2002 - Brugge Pavillon, Brugge
- 2002 - W House in Inagi, Tokyo
- 2002 - Serpentine Gallery Pavillon, London
- 2003 - Shinonome Canal Court, Block 2, Tokyo
- 2003 - Motomachi Chukagai, Minatomirai Line, Kanagawa
- 2004 - Matsumoto Performing Arts Centre, Nagano
- 2004 - Aluminium Cottage, Yamanashi
- 2004 - TOD's Omotesando Building
- 2005 - Building for Island City Central Park "Grin Grin", Fukoka
- 2005 - Aluminium Brick Housing in Gronigen, Gronigen
- 2005 - Mahler 4 Block 5, Amsterdam
- 2005 - "Le nozze di Figaro" Stage set, Nagano
- 2005 - Dormitory for SUS Company Fukushima Branch, Fukushima
- 2005 - Mikimoto Ginza 2, Tokyo
- 2006 - Meiso No Mori Municipal Funeral Hall in Kakamigahara, Gifu
- 2006 - Exposition for "The Fair of Barcelona Gran Via venue" Pavillon 8, The Central Axis, Barcelona
- 2006 - Vivocity, Singapore
- 2007 - Tama Art University Library, Tokyo
- 2007 - Extansion for "The Fair of Barcelona Gran Via venue" Entrance Hall, Pavillon 1, Barcelona
- 2008 - Sumika Pavillon, Tochigi
- 2008 - Za-Koenji public theatre, Tokyo
- 2009 - Kaoshung National Stadium, Taipei
- 2009 - Facade Renovation "Suites Avenue Aparthotel", Barcelona
- 2009 - White O, Marbella
- 2010 - Torres Porta Fira, Barcelona
- 2010, Belle Vue Residences, Singapore
- 2011 - Taipei World Trade Centre Square Landscape Design, Taipei
- 2011 - Toyo Ito Museum of Architecture in Imabari, Ehime
- 2011 - Ken Iwata Mother and Child Museum in Imabari City, Ehime
- 2011 - Tokyo Gas Ei-Walk Concept room, Tokyo
- 2011 - Tokyo Mother's Clinic, Tokyo
- 2011 - Yaoko Kawagoe Museum, Saitama
- 2013 - Hermes Pavillon, Basel
- 2013 - Ito Juku Ebisu Studio, Tokyo
- 2013 - Songshan Taipei New Horizon Building, Taipei
- 2013 - National Taiwan University, college of Social Scientces, Taipei
- 2014 - Residential Hall at Nantang Drive for Nanyang Technological University, Singapore
- 2014 - CapitaGreen, Singapore
- 2015 - Yamanashi Gakuin University International College of Liberal Arts, Yamanashi
- 2015 - "Minna no Mori" Gifu Media Cosmos, Gifu
- 2016 - Museo internazionale del Barocco, Puebla
- 2016 - National Taichung theater, Taichung
- 2016 - Installation "La Mode", Taichung
- 2016 - Kobe Design University Student Center, Hyogo
- 2016 - Miyagi Gakuin Preschool "Mori no Kodomo-en", Miyagi
- 2017 - Yakushiji Temple Jikido, Nara
- 2017 - Woodone Kanazawa Showroom, Ishikawa
- 2017 - Fubon Life Insurances Taichung Wenxin Office Building, Taichung
- 2018 - Otani Iron Works Awaji Plant, Hyougo
- 2018 - "Meguri no Mori" Kawaguchi City Funeral Hall, Saitama
- 2018 - Akayama Historic Nature Park Information Center, Saitama
- 2018 - Shinmai Media Garden, Nagano
- 2018 - Yaoko Headquarters office, Saitama
- 2018 - Sjin-Aomori Prefectural comprehensive Athletic Stadium, Aomori
- 2019 – The Tokyo Toilet project - Three Mushrooms, Tokyo[21]

In Italia realizza lo "Huge Wine Glass" ("Il bicchiere di vino"), un manufatto a base quadrata, alto 5 metri e largo 2 metri, prodotto in materiale plastico trasparente (polimetilmetacrilato PMMA). L'opera, la cui realizzazione è stata curata per la Clax Italia di Pomezia dall'ing. Stefano Marronaro di Roma (tra le opere di questi ricordiamo la copertura e le tamponature in PMMA del Museo dei Fori Imperiali ai mercati traianei), installata presso piazza della Rinascita di Pescara il 14 dicembre 2008, costata oltre un milione di Euro, appena 64 giorni dopo l'inaugurazione, ha subito un cedimento strutturale spaccandosi il 16 febbraio 2009. La responsabilità del disfacimento dell'opera è oggetto di contenzioso giudiziario tra i committenti dell'opera: Comune di Pescara e Banca Caripe, contro la ditta che l'ha costruita: Clax Italia s.r.l. di Pomezia. La prima udienza giudiziaria è stata fissata per l'8 novembre 2011. Il giudice ha autorizzato il trasferimento dell'opera che entro la primavera tornerà a Pomezia, nello stesso stabilimento della Clax Italia che lo ha realizzato per una revisione non del manufatto, oggetto di un contenzioso giudiziario ancora aperto, ma della stessa gabbia in modo da restituire dignità e decoro alla struttura stessa, al ritorno dell'opera si deciderà se posizionarla davanti al Teatro D'Annunzio, sul lungomare di Porta Nuova o, come è volontà dell'opposizione e parte della maggioranza in comune, riposizionata nel suo posto originario, un'attrazione proprio perché si tratta di un'opera nata male.
Sempre in Italia per la Biennale di Venezia del 2012 progetta il padiglione giapponese "Architecture possible here? Home-for-All", che ha vinto il Leone d'Oro per la migliore Partecipazione nazionale. La giuria ha scritto nella motivazione «Toyo Ito, ha collaborato con architetti più giovani e con la comunità locale per affrontare in modo pratico e inventivo la progettazione di un nuovo centro per una regione devastata da una catastrofe nazionale».

## Onorificenze[26]
- 1986 - Architectural Institute of Japan Award for Silver Hut
- 1992 - 33rd Mainichi Art Award for Yatsushiro Municipal Museum
- 1997 - IAA 'Interach '97' Grand Prix of the Union of Architects in Bulgaria Gold Medal
- 1998 - Education Minister's Art Encouragement Prize in Japan
- 1999 - Japan Art Academy Prize for "Dome in Odate"
- 2000 - Arnold W. Brunner Memorial Prize in architecture from the American Academy of Arts and Letters
- 2001 – Gold prize of the Japanese Good Design Award
- 2002 - Golden Lion for Lifetime Achievement of the 8th International Architecture Exhibition NEXT at the Venice Biennale
- 2003 - Architectural Institute of Japan Prize for “Sendai Mediatheque”
- 2004 - XX ADI Compasso d’Oro Award for “Ripples” (furniture design)
- 2006 - RIBA Royal Gold Medal
- 2008 - Frederick Kiesler Prize for Architecture and the Arts[27]
- 2009 - Asahi Prize[28]
- 2010 - Praemium Imperiale
- 2012 - Golden Lion for Best National Participation at the Venice Biennale of Architecture[29]
- 2013 - Pritzker Prize for Architecture
- 2013 – Asahi Prize[30]
- 2014 - Mathew Art Award in Berlin
- 2016, 2017 – Prix Versailles World Judge[31][32]
- 2017 - UIA Gold Medal
- 2018 - Person of Cultural Merit
- 2020 - Design Educates Award, Jury member[33]
- 2023 - Honorary Royal Academician (HonRA)[34]